# Phoxobunus
Phoxobunus is een geslacht van hooiwagens uit de familie Triaenonychidae.
De wetenschappelijke naam Phoxobunus is voor het eerst geldig gepubliceerd door Hickman in 1958. 

## Soorten
Phoxobunus omvat de volgende 2 soorten:
- Phoxobunus rostratus
- Phoxobunus tuberculatus